# Primicerius
Primicerius (zniekształcone łac. primus in cera, l. mn. primicerii; gr. primikērios πριμικήριος, l. mn. primikērioi) – w późnoantycznym Rzymie zwierzchnik wydzielonego biura (urzędu) administracji cesarskiej, administrator wyższej rangi.

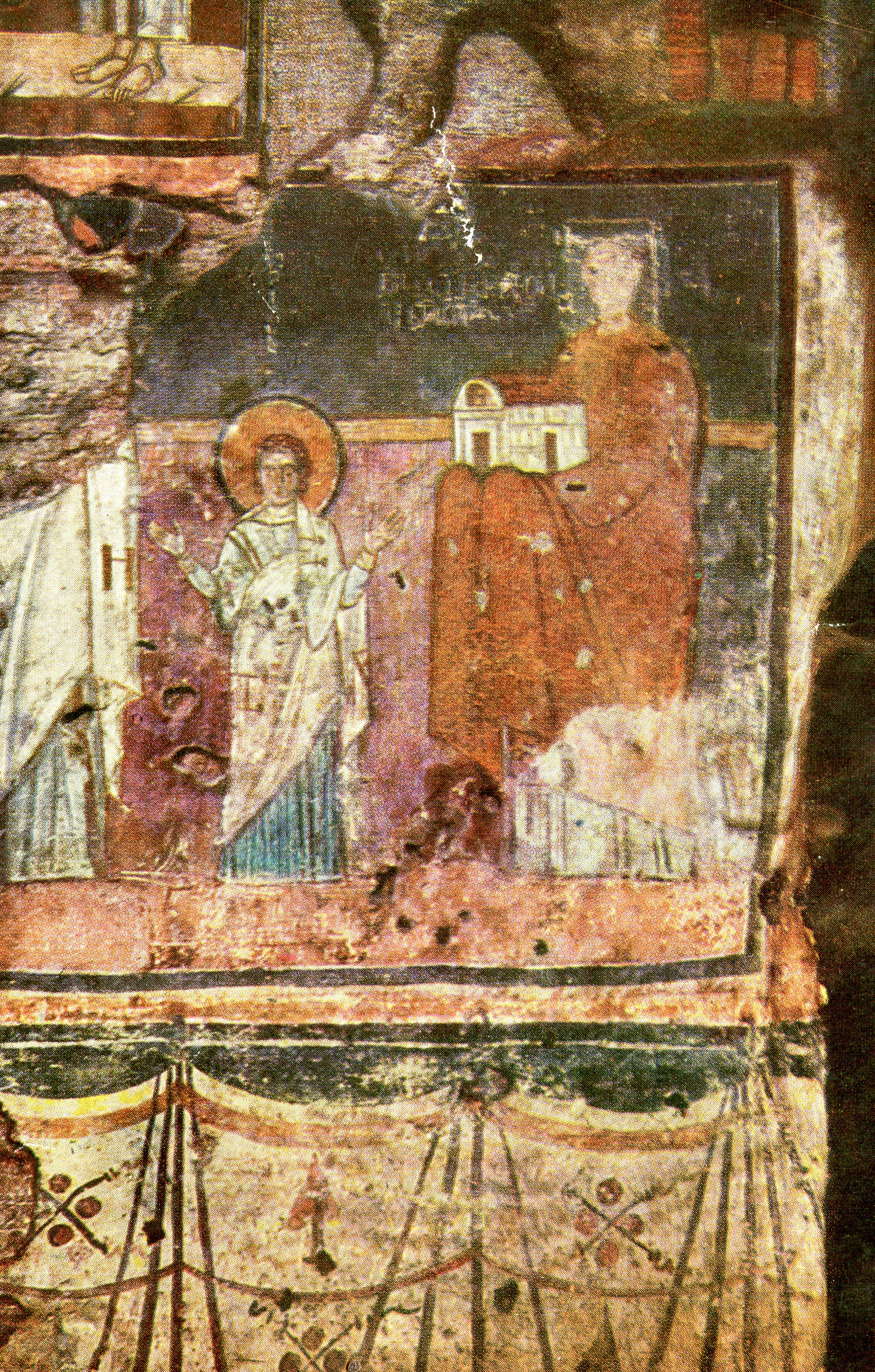
Primicerius Teodotus (VIII w.), fresk z kościoła Santa Maria Antiqua w Rzymie

Termin ten wywodzi się od określenia primus in tabula cerata (skrótowo primus in cera), czyli „pierwszy w tabeli rang” (urzędniczych). Pojawił się dopiero w okresie dominatu, najwidoczniej za rządów Konstantyna Wielkiego, gdyż wówczas po raz pierwszy w źródłach wspomniany jest praepositus sacri cubiculi (dosłownie „przełożony świętej sypialni”), czyli zwierzchnik osobistych sług cesarza (odpowiednik nowożytnego szambelana, zazwyczaj eunuch).

## W sferze świeckiej
Tytuł primiceriusa nadawano następnie wyższym urzędnikom dworskim – przełożonym różnych zespołów u boku cesarza: sekretarzy – primicerius notariorum, trzech biur administracyjnych (scrinia) – primicerius scrinii czy też przybocznych wojskowych do poleceń specjalnych – primicerius protectorum (domesticorum).          
W armii późnego Cesarstwa była to ranga niższa od trybuna (tribunus militum). W IV-VI wieku najczęściej występuje ona w jednostkach pałacowych, związanych ściśle z dworem, np. primicerius (prepozyt) Scholae Palatinae, czyli gwardii cesarskiej. Primicerius domesticorum był rangą w elitarnym korpusie oficerów u boku władcy służących do wykonywania zadań specjalnych, którym dowodził comes domesticorum. Prepozyci byli też jednak oficerami sztabowymi – przy dowódcach wojsk terytorialnych (duces) i stali np. na czele warsztatów zbrojeniowych (fabricae), podlegając wtedy jednemu z najważniejszych urzędników cywilnych (magister officiorum). 
W podobnym charakterze tytuł ten występował w Bizancjum, gdzie spotykany jest w różnych funkcjach: oprócz primikeriosa notariuszy (notarioi lub tabularaioi) i cesarskiej sypialni (kouboukleion)  istniał też np. primicerius osobistej garderoby (vestiarion) czy prywatnego skarbca (eidikion) władcy. Za Komnenów pojawiają się primkerioi jako dowódcy pałacowych oddziałów ochrony (gwardii). Ustanowiony pod koniec XI wieku w hierarchii dworskiej tytuł „wielkiego primiceriusa” (megas primikerios) rozwinął się w hierarchii dworskiej w wysoką godność w okresie Paleologów – odpowiednik mistrza ceremonii. Urząd ten przetrwał do końca istnienia Cesarstwa. 

## W eklezjastyce
Określenie to niemal równolegle zostało przejęte przez Kościół i było stosowane do własnych urzędów w okresie późnego antyku oraz w średniowieczu. W Kościele rzymskim primicerius notariorum prawdopodobnie zaistniał już w IV w. i odnosił się do duchownego prowadzącego korespondencję kurialną, jednakże w VII w. (od pontyfikatu Grzegorza Wielkiego) jako sekretarz papieski nabrał większego znaczenia i potem oznaczał faktycznie kanclerza i zarządcę archiwów papieskich. Zaliczany jeszcze później do trzech najważniejszych duchownych działających zastępczo podczas wakatu na Stolicy Apostolskiej, zanikł prawdopodobnie pod koniec XIII wieku.    
Poza tym jednak w średniowiecznym Kościele primiceriusz oznaczał urzędnika administracyjnego niższego rzędu, do którego należał nadzór (także moralny) nad posługą kościelną (akolici, lektorzy, kantorzy, egzorcyści, ostiariusze). Rangę jego podniosły dekretały Grzegorza IX umieszczając w kurialnej hierarchii za archidiakonem i powierzając mu pieczę nad niższym duchowieństwem. Później tytuł ten przysługiwał też przełożonym szkół kształcących kleryków (schola lectorum, schola cantorum, także szkół przykatedralnych) oraz zwierzchnikom kościelnych kolegiów, zwłaszcza legistów (np. notarii lub defensores), a następnie przewodniczącym kapituł katedralnych i kolegiackich.